# Distretto di Aco (Junín)
Il distretto di  Aco è uno dei diciassette distretti della provincia di Concepción, in Perù. Si trova nella regione di Junín e si estende su una superficie di 37,8  chilometri quadrati.